# Modelo Beveridge
El modelo Beveridge es un sistema de atención médica en el que el gobierno brinda atención médica a todos sus ciudadanos a través del pago de impuestos sobre la renta. Este modelo fue establecido por primera vez por William Beveridge en el Reino Unido en 1948. Bajo este sistema, la mayoría de los hospitales y clínicas son propiedad del gobierno; algunos médicos y profesionales de la salud son empleados del gobierno, pero también hay instituciones privadas que cobran sus honorarios al gobierno. Con el gobierno como pagador único en este sistema de atención médica, elimina la competencia en el mercado de la atención médica, lo que impide abaratar los costos. El uso del impuesto sobre la renta como el principal financiamiento para la atención médica permite que los servicios sean gratuitos en el punto de servicio, la contribución de los pacientes a los impuestos cubre sus gastos de atención médica.
Las políticas aplicadas en el modelo Beveridge pueden variar, pero la mayoría de los países usan variaciones de este modelo combinado con otros enfoques de atención médica. Los países que operan en alguna variante del modelo Beveridge en su mayoría emplean un sistema de atención médica universal. El sistema de atención médica universal garantiza que todos los residentes de un país tengan garantizado el acceso a la atención médica. Algunos de los países que actualmente están implementando políticas del Modelo Beveridge son Gran Bretaña, Italia, España, Dinamarca, Suecia, Noruega y Nueva Zelanda.

## Historia
El modelo Beveridge de atención médica fue creado por primera vez por William Beveridge, un economista y reformador social británico cuyas ideas llevaron a la creación de los Servicios Nacionales de Salud (NHS) de Gran Bretaña El modelo se originó en el Reino Unido y se ha extendido por muchas zonas del norte de Europa y del mundo.
Este modelo también fue popularizado por TR Reid, un autor, reportero, documentalista y comentarista de radio estadounidense en la Morning Edition de la NPR. TR Reid es el autor del conocido libro "The Healing of America" que se publicó el 31 de agosto de 2010. En el libro, Reid examina cuatro modelos diferentes de atención médica que se utilizan en las naciones industrializadas ricas y los compara con el sistema de atención médica seguido por los Estados Unidos . Los modelos que Reid analiza en el libro incluyen: el modelo Beveridge, el modelo Bismarck, el seguro médico nacional (NHI) y el modelo de gasto de bolsillo.

## Cobertura y costo
El Modelo Beveridge enfatiza la salud como un derecho humano. Por lo tanto, la cobertura universal es proporcionada por el gobierno y cualquier ciudadano tiene cobertura y acceso a la atención médica.

## Críticas
Una crítica al modelo Beveridge es la larga lista de espera para recibir atención médica. Sin embargo, se han observado tiempos de espera igualmente largos en los sistemas de pago privados, especialmente en los pacientes que se ven obligados a pasar años sin un tratamiento médicamente necesario que simplemente no pueden pagar.
Según Joseph Kutzin, Coordinador de Políticas de Financiamiento de la Organización Mundial de la Salud, otra preocupación con respecto al sistema es cómo va a responder el gobierno a una crisis sanitaria. En el caso de una emergencia nacional, la financiación de la atención médica puede disminuir a medida que disminuyen los ingresos públicos. Tal situación causaría muchos problemas con la gran afluencia de pacientes, y una solución sería asignar fondos de emergencia antes de cualquier crisis.
Pero una situación similar puede darse también en un sistema de pago privado, ya que el dinero para financiar la atención médica tanto a través del modelo Beveridge como del pago privado proviene del público. Y si los ciudadanos no pueden pagar los impuestos incrementados para financiar una pequeña parte del sistema nacional de salud, lo más probable es que no puedan pagar de su bolsillo una exploración radiológica asistida por contraste. O incluso su parte de un sistema basado en un seguro privado, en el que los impuestos simplemente se sustituyen lateralmente por copagos y deducibles, pero con una visión lucrativa de la salud humana.